# Zelwa (osiedle typu miejskiego)
Zelwa (biał. Зэльва) – osiedle typu miejskiego na Białorusi, położone nad rzeką Zelwą w obwodzie grodzieńskim, siedziba władz rejonu zelwieńskiego, 132 km od Grodna; 7,4 tys. mieszkańców (2010).

## Historia
Miejscowość zw. Zelwą Wielką wzmiankowana była po raz pierwszy w 1470 roku w związku z fundacją kościoła katolickiego w dobrach dziedzicznych należących do Michała Naczowicza (Nocewicza). W XVI wieku własność rodziny Iliniczów, a następnie Radziwiłów i od 1614 r. Sapiehów, w których posiadaniu dobra pozostawały do konfiskaty w 1832 r.
W podobnym czasie (1477 r.) notowana jest włość Zelwa Mniejsza (Mała), należąca do Iwaszki Ginejtowicza, po którego bezpotomnej śmierci powróciła do dóbr hospodarskich (królewszczyzna).  Odtąd ośrodek starostwa w ekonomii grodzieńskiej [9]. Być może jej pozostałością był dwór zwany Zelwa -Korzyść, w 1820 r. w posiadaniu Sapiehów.
Zelwa (Wielka) co najmniej od początku XVI w. funkcjonowała jako miasteczko. Od 1720 roku posiadała przywilej na jarmarki organizowane w dzień św. Trójcy, co bardzo rozwinęło handel. W 1786 roku wzmiankowano o wielkiej popularności jarmarków w Zelwie. 
W latach 1739 – ok. 1810 w Zelwie rezydowali pijarzy, sprowadzeni przez tutejszego proboszcza z obowiązkiem prowadzenia szkoły i katechizacji w miejscowym kościele. Placówka została ostatecznie skasowana w 1832 r.
We wrześniu 1771 r. konfederaci barscy pod dowództwem hetmana w. lit. Michała Kazimierza Ogińskiego zwyciężyli 6 pułków rosyjskich.
Po III rozbiorze Polski w 1795 roku Zelwa została włączona do Rosji. W 1 połowie XIX wieku zmniejszyło się znaczenie tutejszych jarmarków. W 1866 r. została skasowana tutejsza parafia rzymskokatolicka, reaktywowana w 1910 r. Podczas I wojny światowej pod okupacją niemiecką. W dniu 6 grudnia 1920 roku w Zelwie Naczelnik Państwa i Naczelny Wódz, marszałek Polski Józef Piłsudski udekorował Krzyżami Srebrnymi Orderu Virtuti Militari chorągwie pułków 14 Dywizji Piechoty Wielkopolskiej. Po wojnie polsko-bolszewickiej i podpisaniu Traktatu ryskiego w 1921 roku, Zelwa znalazła się w granicach II Rzeczypospolitej.
W okresie II RP siedziba wiejskiej gminy Zelwa oraz Sądu Grodzkiego. W 1921 mieszkały tu 2064 osoby.
W 1929 były tu dwa kościoły katolickie, zbór baptystów, cerkiew, synagoga i trzy murowane domy modlitw.
Po ataku Niemiec na Polskę, we wrześniu 1939 roku bojówka komunistyczna zamordowała w Zelwie księdza Jana Kryńskiego – proboszcza parafii rzymskokatolickiej, księdza Dawida Jakubsona – proboszcza parafii prawosławnej w Zelwie, Jana Naumczyka oraz Oskara Meysztowicza – właściciela majątku Rohoźnica. W 1941 roku miejscowość zajęły wojska niemieckie. 
Podczas okupacji hitlerowskiej, w lecie 1941 roku Niemcy utworzyli getto dla żydowskich mieszkańców. Przebywało w nim około 4000 osób. 2 listopada 1942 roku Niemcy ostatecznie zlikwidowali getto. Żydów wywieziono do obozu zagłady w Treblince. 
Po 1945 roku włączona do ZSRR. Od 1991 roku w granicach Republiki Białoruś.

## Religia

### Prawosławie
Miejscowość jest siedzibą dekanatu zelwieńskiego eparchii grodzieńskiej i wołkowyskiej; znajduje się tu parafialna cerkiew pw. Świętej Trójcy.

### Katolicyzm
Parafia w Zelwie (dawnej Zelwie Wielkiej) została erygowana w 1470 r., po 1655 r. wcielono do niej dawną parafię  p.w. Wniebowzięcia Najświętszej Marii Panny w Zelwie Małej.  Została skasowana w 1866 r., przywrócona w 1910 r.
Obecnie parafia leży w dekanacie słonimskim diecezji grodzieńskiej. Prowadzona jest przez misjonarzy klaretynów. Kościołem parafialnym jest kościół Trójcy Przenajświętszej, wzniesiony w 1913 r. w stylu neogotyku według projektu Józefa Piusa Dziekońskiego.

## Galeria

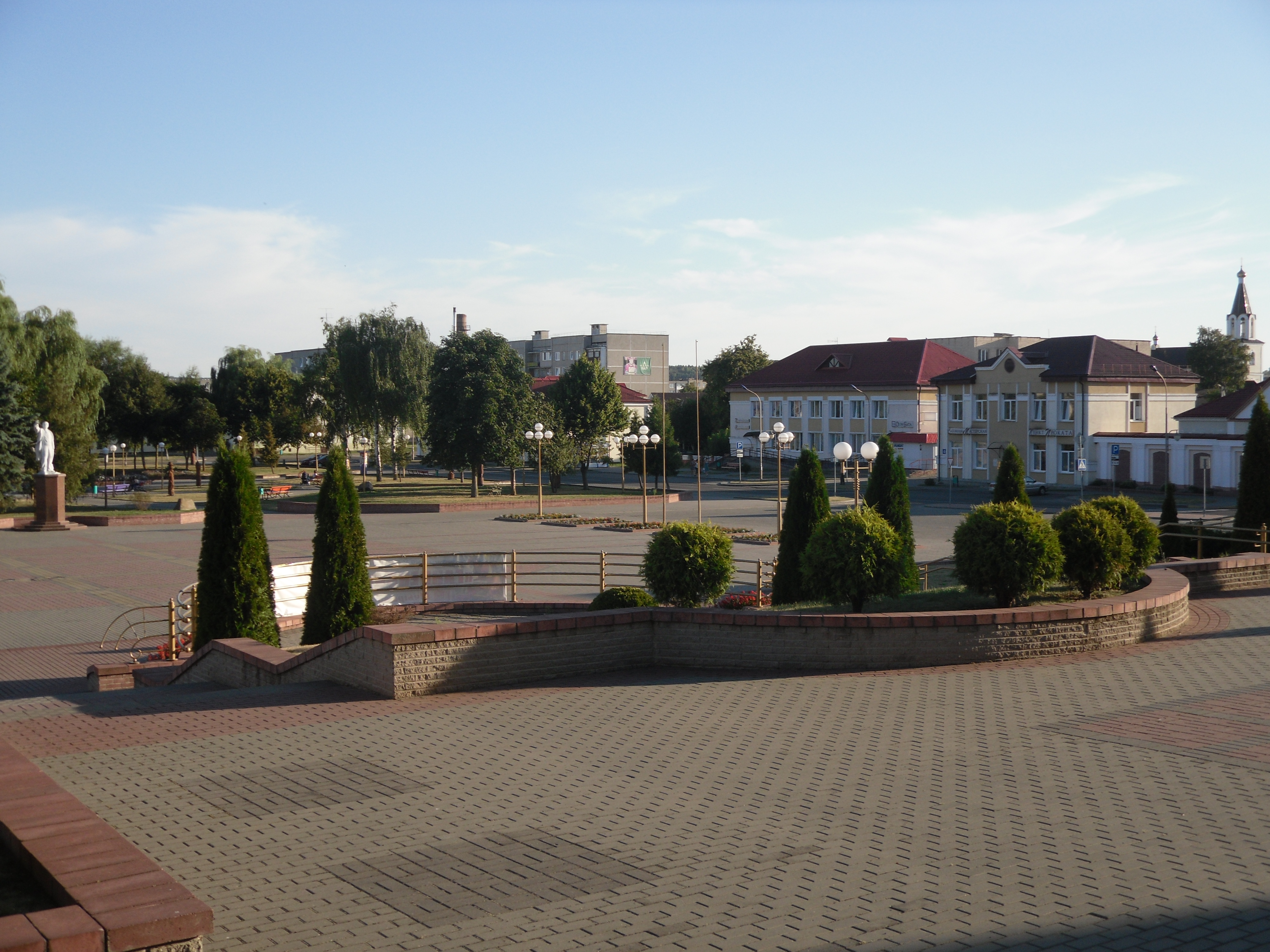
Plac w centrum Zelwy
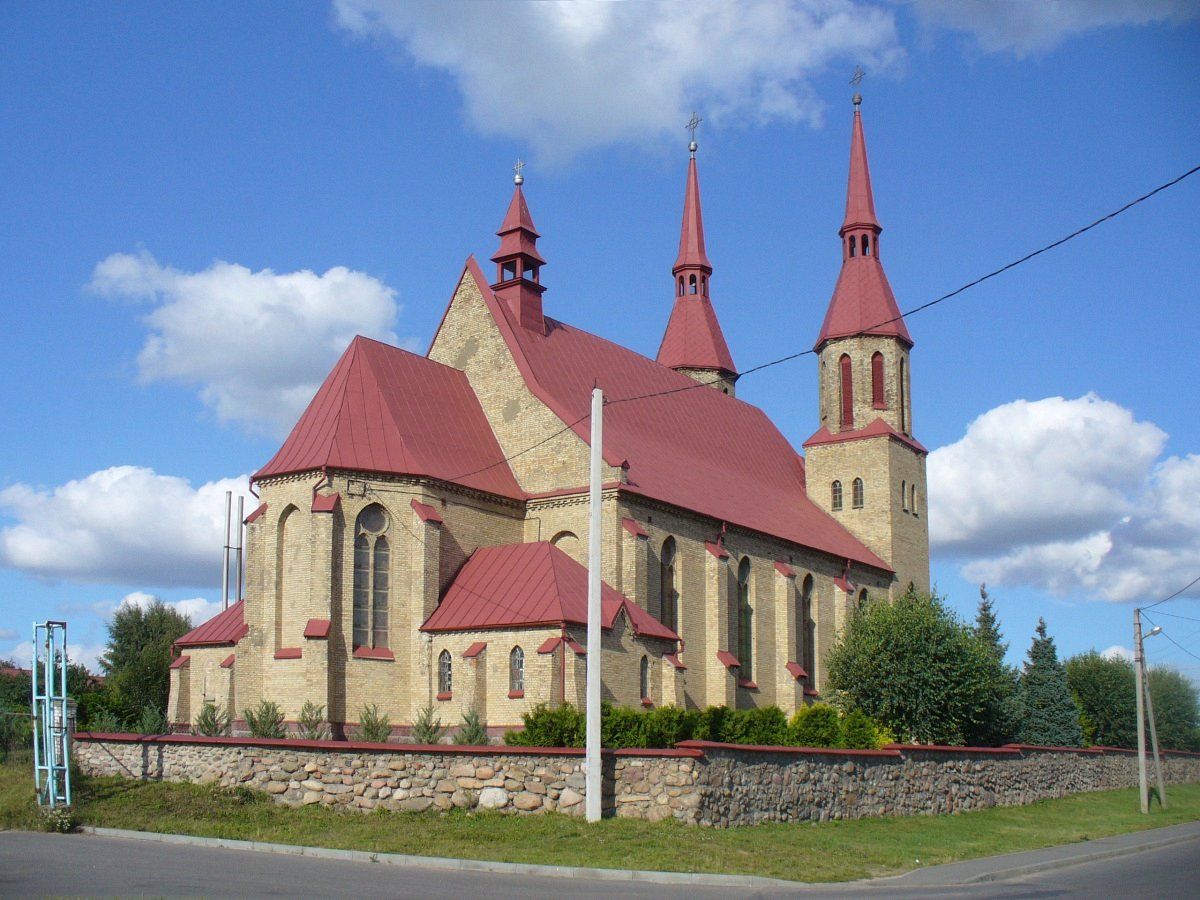
Kościół Trójcy Przenajświętszej
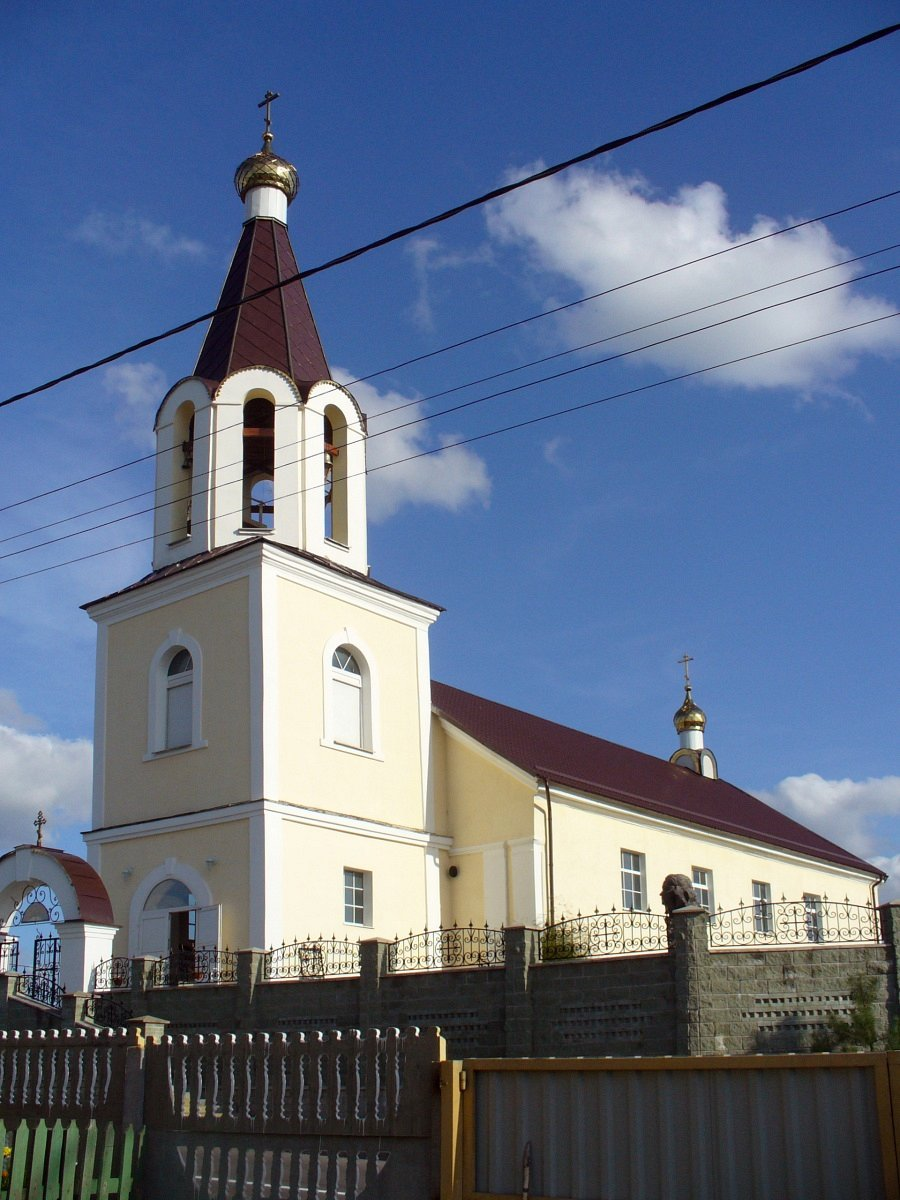
Cerkiew Świętej Trójcy
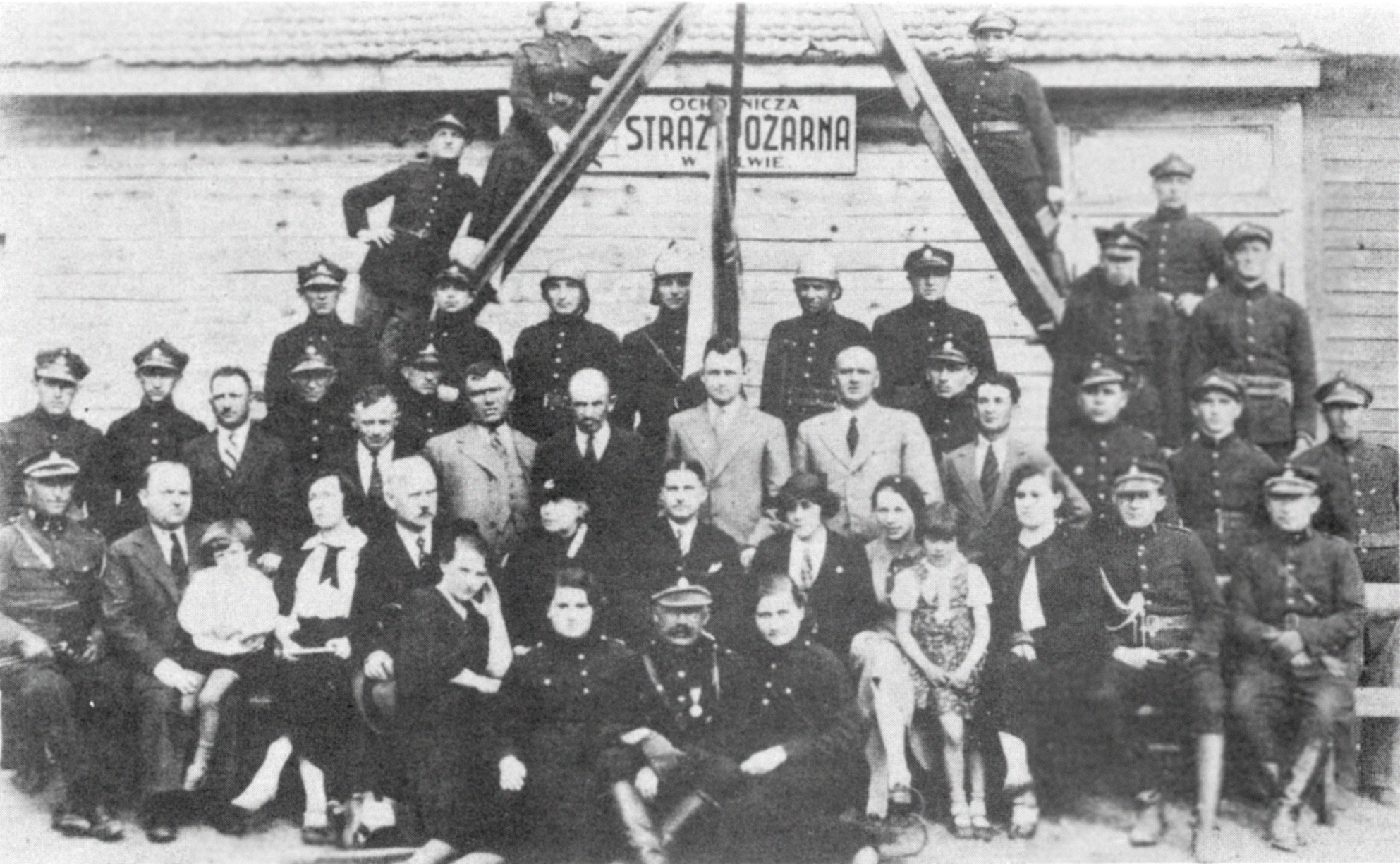
Ochotnicza straż pożarna w Zelwie w czasach II Rzeczypospolitej
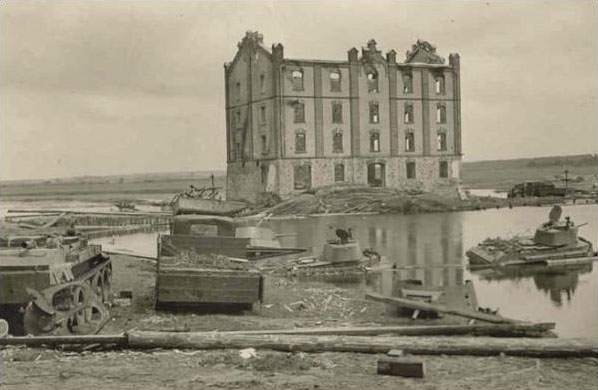
Zniszczony młyn wodny podczas II wojny światowej
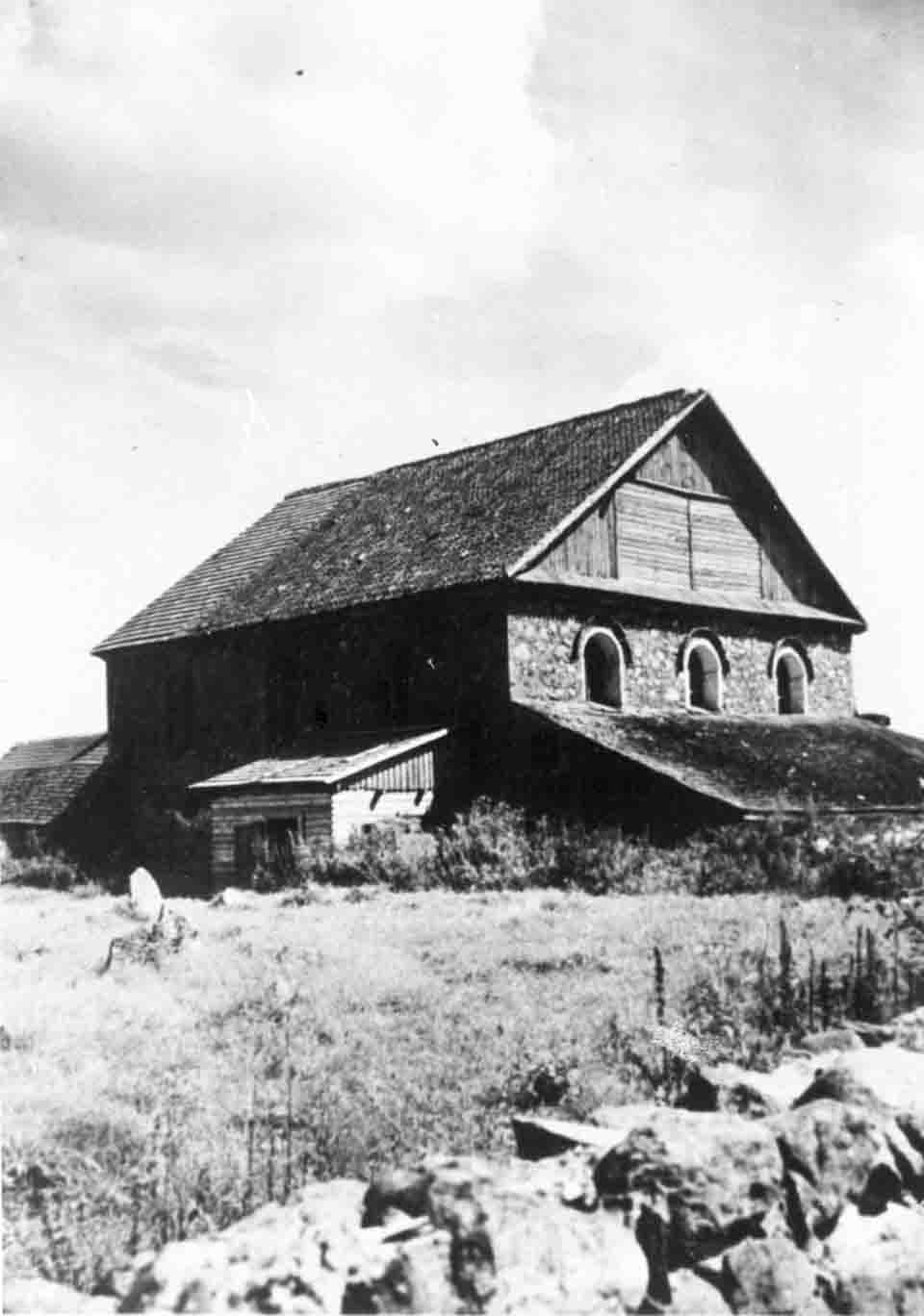
Synagoga w Zelwie, fot. Szymon Zajczyk